# Давлеткильдеев, Раис Анварович
Раис Анварович Давлеткильдеев (2 сентября 1949 года, Петропавловск, СССР) — советский и эстонский хоккеист, тренер.

## Карьера
Воспитанник петропавловского хоккея. Начинал свою карьеру в местной команде класса «Б» «Авангард». Окончил Петропавловский педагогический институт имени К. Д. Ушинского. В 1974 году по приглашению работавшего с ним в Петропавловске тренера Юрия Исаева Давлеткильдеев вместе с Александром Романцовым и Юрием Кардашовым переехал в Нарву, где был зачислен в местную команду «Кренгольм».
После окончания карьеры остался в Нарве, где работал детским тренером. Долгое время возглавлял клуб «Нарва ПСК» при спортивной школе «Паэмурру». С ним он становился чемпионом страны.
В разные годы Раис Давлеткильдеев тренировал юниорскую, молодежную и взрослую сборную Эстонии по хоккею с шайбой.

## Достижения
- Чемпион Эстонии (3): 2001, 2016, 2017.

## Семья
Женат, есть двое детей и пятеро внуков. Сын тренера Александр Давлеткильдеев (род. 1978) также занимался хоккеем и долгое время выступал под руководством отца за «Нарву ПСК».